# Innocent Eyes (album de Graham Nash)
Pour les articles homonymes, voir Innocent Eyes.
Albums de Graham Nash
Earth and Sky
(1980) Songs for Survivors
(2002)
Innocent Eyes est le quatrième album solo de Graham Nash, paru en 1986.

## Titres
Toutes les chansons sont de Graham Nash, sauf mention contraire.

### Face 1
1. See You in Prague (Davitt Sigerson, Richie Zito) – 3:44
2. Keep Away from Me – 3:34
3. Innocent Eyes (Paul Bliss) – 3:10
4. Chippin' Away (Tom Fedora) – 3:55
5. Over the Wall – 3:27

### Face 2
1. Don't Listen to the Rumours (John Palermo) – 3:05
2. Sad Eyes – 3:22
3. Newday (Craig Doerge, Graham Nash) – 3:19
4. Glass and Steel – 3:17
5. I Got a Rock - 3:17

## Musiciens
- Graham Nash : chant, guitare rythmique, guitare électrique, claviers

- Paul Bliss : basse, claviers (3)
- Bill Boydston : batterie (toutes sauf 3 et 9), claviers (1, 4, 6)
- Craig Doerge (en) : claviers
- Tim Drummond : basse (2, 7)
- Mike Fisher : percussions (toutes sauf 2, 3, 5 et 8)
- Joe Lala : percussions (7)
- Michael Landau : guitares (toutes sauf 2 et 4)
- David Lindley : guitare solo (2)
- Kenny Loggins : chœurs (3)
- Alan Pasqua : claviers (10)
- George Perry : basse (2, 4, 7, 8)
- David Plantshon : batterie (9)
- Leland Sklar : basse (9)
- Jeff Southworth : guitares (4, 6)
- James Taylor : chœurs (7)
- Ian Wallace : batterie (4, 8)
- Waddy Wachtel : guitares (5)
- Mark Williams : batterie (toutes sauf 4, 7, 8 et 9)
- Kate Yester : chœurs (6)